# Emtunga
För företaget, se Emtunga (företag).
Emtunga är en tätort i Vara kommun. I orten finns företaget Apply Leirvik Emtunga AB. Namnets ursprung är oklart, möjligen går det tillbaka på ett släktnamn och skulle då betyda ungefär 'de strävsamma'.

## Befolkningsutveckling
| Befolkningsutvecklingen i Emtunga 1970–2020 | Befolkningsutvecklingen i Emtunga 1970–2020 | Befolkningsutvecklingen i Emtunga 1970–2020 | Befolkningsutvecklingen i Emtunga 1970–2020 | Befolkningsutvecklingen i Emtunga 1970–2020 |
| ------------------------------------------- | ------------------------------------------- | ------------------------------------------- | ------------------------------------------- | ------------------------------------------- |
|                                             |                                             |                                             |                                             |                                             |
| År                                          |                                             |                                             | Folkmängd                                   | Areal (ha)                                  |
| 1970                                        | 1970                                        |                                             | 234                                         |                                             |
| 1975                                        | 1975                                        |                                             | 257                                         |                                             |
| 1980                                        | 1980                                        |                                             | 310                                         |                                             |
| 1990                                        | 1990                                        |                                             | 307                                         | 30                                          |
| 1995                                        | 1995                                        |                                             | 280                                         | 30                                          |
| 2000                                        | 2000                                        |                                             | 278                                         | 31                                          |
| 2005                                        | 2005                                        |                                             | 277                                         | 31                                          |
| 2010                                        | 2010                                        |                                             | 273                                         | 31                                          |
| 2015                                        | 2015                                        |                                             | 284                                         | 40                                          |
| 2020                                        | 2020                                        |                                             | 302                                         | 45                                          |
| Anm.: Ny tätort 1970                        |                                             |                                             |                                             |                                             |